# Lustosa e Barrosas (Santo Estêvão)
Lustosa e Barrosas (Santo Estêvão) (oficialmente, União das Freguesias de Lustosa e Barrosas (Santo Estêvão)) é uma freguesia portuguesa do município de Lousada, com 15,9 km² de área e 5815 habitantes (censo de 2021). A sua densidade populacional é 365,7 hab./km².

## História
Foi criada aquando da reorganização administrativa de 2012/2013,  resultando da agregação das antigas freguesias de Lustosa e Santo Estêvão de Barrosas.

## Demografia
A população registada nos censos foi:
| Distribuição da População por Grupos Etários | Distribuição da População por Grupos Etários | Distribuição da População por Grupos Etários | Distribuição da População por Grupos Etários | Distribuição da População por Grupos Etários | Distribuição da População por Grupos Etários |
| -------------------------------------------- | -------------------------------------------- | -------------------------------------------- | -------------------------------------------- | -------------------------------------------- | -------------------------------------------- |
| Antes da agregação                           |                                              |                                              |                                              |                                              |                                              |
| Ano                                          | 0-14 anos                                    | 15-24 anos                                   | 25-64 anos                                   | >= 65 anos                                   | Total                                        |
| 2001                                         | 1310                                         | 919                                          | 2718                                         | 423                                          | 5370                                         |
| 2011                                         | 1120                                         | 878                                          | 3219                                         | 558                                          | 5775                                         |
| Após a agregação                             |                                              |                                              |                                              |                                              |                                              |
| Ano                                          | 0-14 anos                                    | 15-24 anos                                   | 25-64 anos                                   | >= 65 anos                                   | Total                                        |
| 2021                                         | 869                                          | 751                                          | 3462                                         | 733                                          | 5815                                         |